# اکتبر (فیلم ۲۰۱۸)
اکتبر نام فیلم بالیوودی است در ژانر رمانتیک و درام که کارگردانی آن به عهده شوجیت سیرکار است. وارون داوان، بنیتا ساندهو و گیتانجالی رائو بازیگران اصلی این فیلم می‌باشند. این فیلم در تاریخ ۱۳ آوریل سال ۲۰۱۸ در سینماهای کشور هند اکران شد. ساندهو و رائو در این فیلم، اولین بار به عنوان بازیگر نقش آفرینی کردند.
طبق برنامه قرار بود این فیلم در روز ۱ ژانویه ۲۰۱۸ اکران شود ولی در روز ۱۳ آوریل ۲۰۱۸ اکران آن آغاز شد و در سرتاسر جهان بیش از ۵۸۴٫۱ میلیون روپیه فروش کرد. بعد از اکران فیلم، فیلمسازان متهم به سرقت هنری از فیلم آرتی-داستان عشق ناشناخته، یک فیلم مراتی به کارگردانی ساریکا منه شدند. انجمن فیمنامه نویسان پرونده را مورد بررسی قرار داد و متوجه برخی شباهت‌ها بین این دو فیلم شد. هر چند، به خاطر اینکه رویدادهای واقعی که به احتمال زیاد الهام بخش ساخت این دو فیلم بودند در زمره قوانین کپی رایت قرار نداشتند، اتهام سرقت هنری را متوجه فیلم اکتبر تشخیص نداد.

## خلاصه داستان
شیولی آیر و دانش والیا (دَن) به عنوان کارآموز در یک هتل کار می‌کنند. بر خلاف دَن که نسبت به انجام وظایفش سهل انگار و بی مسئولیت عمل می‌کند، شیولی در کارش وظیفه‌شناس و دقیق است. در ابتدای داستان فیلم، دَن برای انجام وظایفی که در بخش‌های مختلف هتل برای او در نظر گرفته شده‌است با چالش روبروست و در انجام آنها دچار مشکل است. به نظر می‌رسد که او به جز دو تن از دوستانش که به عنوان کارآموز در هتل کار می‌کنند با بقیه کارکنان رابطهٔ خوبی ندارد.
در شب سال نو، شیولی و دوستانش در طبقه سوم هتل جشن گرفته‌اند در حالی که خبری از دَن نیست. شیولی به‌طور اتفاقی در بالکن لیز خورده و به پایین سقوط می‌کند و در بیمارستان بستری می‌گردد. در حالیکه کارکنان هتل برای ملاقات شیولی که به سختی صدمه دیده‌است به بیمارستان می‌روند، دَن وقتی از دوستانش می‌شنود که شیولی آخرین حرفش قبل از سقوط از بالکن این بود که دَن کجاست؟، به شدت تحت تأثیر قرار می‌گیرد. دَن هر روز برای ملاقات شیولی به بیمارستان می‌رود علیرغم اینکه اینکار بر شغل و رابطه او با دوستانش که از نظر مالی به او کمک می‌کنند و شیفت کاری او را پوشش می‌دهند تأثیر منفی می‌گذارد. بعد از جنجال و درگیری با یکی ار کارمندان، قراردادش فسخ می‌شود. او در کنار شیولی که به آهستگی رو به بهبودی است احساس راحتی می‌کند و حضور صرف دَن، باعث آرامش شیولی می‌شود. او تمام وقت خود را صرف مراقبت از شیولی می‌کند.
ویدیا، مادر شیولی وقتی می‌بیند حرفه و زندگی شخصی دَن به خاطر از خودگذشتگی برای شیولی، در حال تباه شدن است تصمیم می‌گیرد او را مجبور کند که از آن شهر برود و به زندگی خودش بپردازد. دَن در هتلی دیگر در کولو به عنوان مدیر مشغول به کار می‌شود ولی قادر نیست شیولی را از ذهن خود بیرون کند. طولی نمی‌کشد که متوجه می‌شود سلامتی شیولی رو به وخامت است و به بیمارستان می‌رود. او به خاطر اینکه بی‌خبر شیولی را تنها گذاشته عذرخواهی می‌کند و قول می‌دهد در کنارش بماند. با دیدن دَن، شیولی آرام می‌گیرد و سلامتی او رو به بهبودی می‌گذارد. او به زودی از بیمارستان مرخص می‌شود و به خانه برده می‌شود و دَن همچنان به مراقبت از او ادامه می‌دهد. شیولی که هنوز سلامتی خود را بازنیافته است و قادر به حرف زدن نیست با قرار گرفتن روی ویلچر، توسط دَن به پارکی در اطراف منزلش برده می‌شود و از او می‌پرسد چرا قبل از سقوط از بالکن سراغ او را گرقته است. شیولی سعی می‌کند برای جواب دادن نام او را بگوید. همان شب، شیولی در نیمه شب دچار تشنج می‌شود به خاطر متلاشی شدن ریه‌هایش می‌میرد. دَن که از لحاظ عاطفی خرد شده‌است به خانه شیولی می‌رود و به خانواده درمانده او دلداری می‌دهد. در ادامه، او در حال گریان در حال مرحله تهیه گواهی فوت شیولی است.
در صحنه ای بعد، مادر شیولی به دَن می‌گوید که نام شیولی را به این دلیل برای او انتخاب کردند که به خاطر علاقه اش به گل یاسمن (شیولی) بود که در بچگی با پدربزرگش دوست داشت به جمع‌آوری این گل بپردازد. مادر شیولی خاطر نشان می‌کند که گل‌های یاسمن، به خاطر اینکه تمام شب زنده هستند و با آمدن سحر پژمرده می‌شوند دارای عمر کوتاهی هستند و دَن با تأسف تمام اشاره می‌کند که دخترش هم مثل نام گلی که برایش انتخاب کرده بودند دارای عمر کوتاهی بود.
چند ماه بعد، دَن به عنوان کمک آشپز در همان هتلی که همان اول با شیولی به عنوان کارآموز مشغول به کار بود، در حال انجام وظیفه است تا مدرک کارآموزی خود را بگیرد. یک روز دَن متوجه چند تماس بی پاسخ می‌شود و به دیدار مادر شیولی می‌رود. آنها در باغچه خانه می‌نشینند و دربارهٔ شیولی صحبت می‌کنند. مادر شیولی با اشاره به درختچه یاسمن باغچه به دَن می‌گوید که در حال نقل مکان به زادگاهشان تیروچیراپالی هستند. او دوست ندارد درختچه یاسمن را بدون مراقب بگذارد که دَن به او اطمینان می‌دهد از آن مراقبت خواهد کرد.
در صحنه پایانی، خانواده شیولی نقل مکان کرده‌اند و دَن در ختچه شیولی را، به عنوان نماد عشق بی قید و شرط که در قلبش برای شیولی شکوفا شده بود، با خود می‌برد.

## بازیگران
- وارون داوان به عنوان دَن
- بنیتا ساندهو به عنوان شیولی
- گیتانجالی رائو